# Выборы в Свердловский городской совет (1990)
Выборы в Свердловский городской совет XXI-го созыва прошли в несколько этапов: 4, 18 марта, 22, 29 апреля и 28 июня 1990 года.

## Предшествующие события
Выборы прошли на фоне продолжающейся перестройки, «застоя» и массового дефицита товаров в Свердловске. Так, пик кризиса пришёлся ровно на предвыборные времена, в новогодние праздники, в результате чего невозможно было купить ряд товаров даже с помощью талонов, особенно острым стала нехватка алкоголя, что вылилось в масштабные беспорядки и митинги с перекрытием центральных улиц города. По итогу, после длительных выступлений, власти позволили организовать трибуну для митингующих перед зданием Горсовета, а также вскрыли резервные запасы, наполнив прилавки дефицитными товарами. По итогу, был сформирован Комитет 29 декабря, который влился в Движение «Демократический выбор» (ДДВ) во главе Геннадия Бурбулиса, а те, в свою очередь, состояли в блоке «Демократическая Россия». В результате народного недовольства, и попустительства со стороны городских властей, в состав ДДВ и ДР к началу выборов вошло более 70 организаций и не менее 2 трудовых коллектива, а сам блок пользовался поддержкой более чем 50% граждан (по итогам мартовских выборов в советы по Свердловской области, 54% избранных делегатов приходились на ДДВ).

## Избирательные округа
- с № 1 по № 25 — Ленинский район;
- с № 26 по № 45 — Железнодорожный район;
- с № 46 по № 73 — Верх-Исетский район;
- с № 74 по № 107 — Кировский район;
- с № 108 по № 128 — Октябрьский район;
- с № 129 по № 169 — Орджоникидзевский район;
- с № 170 по № 200 — Чкаловский район.

## Результаты
| Свердловский городской совет XXI-го созыва |                                       |                                       |       |       |       |
| Партия                                     | Партия                                | Кандидатов                            | Места | Места | Места |
| Партия                                     | Партия                                | Кандидатов                            | До    | После | +/–   |
|                                            | КПСС                                  | 200                                   | ??    | 130   | ??    |
|                                            | Независимые                           | 200                                   | ??    | 65    | ??    |
|                                            |                                       |                                       |       |       |       |
| Действительных голосов                     | Действительных голосов                | Действительных голосов                | -     | -     | -     |
| Недействительных голосов                   |                                       |                                       | -     | -     | -     |
| Всего                                      | Всего                                 | Всего                                 | 200   | 200   | ▬0    |
| Зарегистрированных избирателей / Явка      | Зарегистрированных избирателей / Явка | Зарегистрированных избирателей / Явка | -     | -     | -     |

По итогу, абсолютное большинство избранных делегатов как от КПСС, так и от независимых делегатов, составили про-реформаторский и про-демократический блок, в рамках движения «Демократический выбор» (ДДВ) и блока «Демократическая Россия», когда ортодоксальные коммунисты и консерваторы потерпели сокрушительное поражение.

### Список депутатов
| 21 созыв (1990 — 1993)                   | 21 созыв (1990 — 1993) | 21 созыв (1990 — 1993) | 21 созыв (1990 — 1993)               | 21 созыв (1990 — 1993) |
| Фамилия Имя Отчество                     | Дата избрания          | Округ                  | Принадлежность                       | До избрания |
| ---------------------------------------- | ---------------------- | ---------------------- | ------------------------------------ | --- |
| Беспартийные                             |                        |                        |                                      | |
| Абаимов Анатолий Николаевич              | 18 марта               | 137                    | ???                                  | Оперуполномоченный управления БХСС УВД Свердловского облисполкома                                                                                           |
| Артемьев Андрей Дмитриевич               | 18 марта               | 111                    | ???                                  | Ведущий научный сотрудник института «Унипромедь» |
| Белова Римма Семёновна                   | 29 апреля              | 156                    | ???                                  | Редактор заводского радио ПО «Уралэлектротяжмаш» |
| Беседин Андрей Адольфович                | 18 марта               | 193                    | ???                                  | Начальник группы подготовки производства Уральского завода химического машиностроения                                                                       |
| Бруднова Маргарита Петровна              | 18 марта               | 37                     | ???                                  | Преподаватель детской школы искусств № 2 |
| Булатов Валерий Борисович                | 28 июня                | 175                    | ???                                  | Бригадир хозрасчётной бригады плотников строительного кооператива «Старый подвал»                                                                           |
| Ваизов Мирсаид Гарифуллович              | 4 марта                | 55                     | ???                                  | Старший механик цеха Верх-Исетского металлургического завода                                                                                                |
| Валиуллин Ринат Мугаллимович             | 18 марта               | 102                    | ???                                  | Научный сотрудник Центрального научно-исследовательского института металлургии                                                                              |
| Витевский Борис Иванович                 | 18 марта               | 39                     | ???                                  | Составитель поездов станции Свердловск-Сортировочный |
| Власов Виталий Петрович                  | 29 апреля              | 163                    | ???                                  | Инженер-конструктор Свердловского машиностроительного конструкторского бюро «Новатор» НПО «Машиностроительный завод имени М.И. Калинина»                    |
| Волков Владимир Петрович                 | 18 марта               | 97                     | ДР Движение за демократический выбор | ведущий конструктор Свердловского завода точной механики |
| Гончаренко Алексей Николаевич            | 18 марта               | 10                     | ???                                  | Инженер по оборудованию фирмы «ЭТА» НРО «Полярэкс» |
| Гордеев Михаил Павлович                  | 4 марта                | 38                     | ???                                  | Председатель Свердловской городской организации массажистов и работников интеллектуального труда Всероссийского общества слепых, инвалид I группы по зрению |
| Гребенщиков Владимир Витальевич          | 18 марта               | 134                    | ???                                  | Заведующий научно-исследовательским отделом металлографии и физических методов контроля ПО «Уралмаш»                                                        |
| Гриценко Владимир Антонович              | 18 марта               | 53                     | ???                                  | Начальник цеха завода электромедицинской аппаратуры |
| Гуливатый Василий Михайлович             | 18 марта               | 104                    | ???                                  | Заведующий лабораторией научно-производственного центра МЖК                                                                                                 |
| Гуляев Борис Васильевич                  | 18 марта               | 32                     | ???                                  | Председатель кооператива «Метро-2» |
| Гусаров Владимир Петрович                | 18 марта               | 46                     | ???                                  | Заместитель директора Свердловского городского центра информационных технологий                                                                             |
| Давыдов Юрий Михайлович                  | 28 июня                | 7                      | ???                                  | Старший диспетчер Свердловского завода автоматики |
| Дьяконов Пётр Николаевич                 | 4 марта                | 49                     | ???                                  | м.н.с. Института экономики УрО АН СССР |
| Затуловский Борис Львович                | 29 апреля              | 80                     | ???                                  | Главный специалист сметного отдела института «Уралгипромез»                                                                                                 |
| Захарова Нина Аркадьевна                 | 18 марта               | 8                      | ???                                  | Водитель трамвая |
| Казанцев Сергей Алексеевич               | 29 апреля              | 129                    | ???                                  | Инженер сектора научно-исследовательских работ отдела патентно-лицензионной, изобретательской и рационализаторской работ ПО «Уралмаш»                       |
| Карелин Герман Юрьевич                   | 29 апреля              | 114                    | ???                                  | Юрисконсульт УПТК объединения «Свердловсагропромдорстрой»                                                                                                   |
| Киршин Юрий Николаевич                   | 18 марта               | 172                    | ???                                  | Авиатехник Второго свердловского авиаотряда |
| Климова Маргарита Апполинарьевна         | 18 марта               | 4                      | ???                                  | Ассистент кафедры экономики труда Свердловского института народного хозяйства                                                                               |
| Колосов Олег Леонидович                  | 18 марта               | 124                    | ???                                  | Начальник конструкторской бригады государственного конструкторского бюро компрессорного машиностроения                                                      |
| Комаровский Эдуард Вячеславович          | 18 марта               | 116                    | ???                                  | Инженер-конструктор ПО «Пневмостроймашина» |
| Кравец Олег Кузьмич                      | 18 марта               | 150                    | ДР Движение за демократический выбор | Заведующий сектором НИИтяжмаша ПО «Уралмаш» |
| Кравцов Анатолий Васильевич              | 18 марта               | 74                     | ???                                  | Руководитель группы Института геохимии УрО АН СССР |
| Лазуков Александр Демьянович             | 18 марта               | 132                    | ???                                  | Печник-футеровщик ПО «Уралмаш» |
| Лекомцев Александр Валентинович          | 18 марта               | 164                    | ???                                  | Машинист компрессорной станции завода «Уралэлектротяжмаш»                                                                                                   |
| Ляпустин Анатолий Александрович          | 18 марта               | 112                    | ???                                  | Старший преподаватель Всесоюзного института повышения квалификации Министерства металлургии СССР                                                            |
| Макаранец Борис Исаакович                | 29 апреля              | 24                     | ДР Движение за демократический выбор | Инженер УЛТИ |
| Малыгин Сергей Фёдорович                 | 18 марта               | 103                    | ???                                  | Начальник лаборатории механических испытаний ПО «Турбомоторный завод»                                                                                       |
| Мейсарош Ирина Дмитриевна                | 18 марта               | 44                     | ???                                  | Бригадир вагонного депо Свердловск-Сортировочный |
| Мих Александр Данилович                  | 18 марта               | 107                    | ???                                  | Директор информационно-технического центра «Полярэкс» |
| Мокеева Алевтина Александровна           | 18 марта               | 119                    | ???                                  | Инженер института «Унипромедь» |
| Найдёнов Александр Иванович              | 18 марта               | 108                    | ДР Движение за демократический выбор | Старший научный сотрудник научно-исследовательского института автоматики                                                                                    |
| Поздеев Сергей Николаевич                | 4 марта                | 179                    | ???                                  | Электромонтёр жиркомбината |
| Просекова Светлана Борисовна             | 18 марта               | 16                     | ???                                  | Инженер Уральской комплексной геологической экспедиции |
| Раскатов Владимир Иванович               | 18 марта               | 67                     | ???                                  | Психолог учебно-курсового комбината объединения «Свердловскавтотранс»                                                                                       |
| Решетников Иван Васильевич               | 18 марта               | 118                    | ???                                  | Инженер Свердловского завода радиоаппаратуры |
| Ряпосов Валерий Борисович                | 18 марта               | 35                     | ???                                  | Инженер-конструктор ПО «Турбомоторный завод» |
| Савин Владимир Ефимович                  | 18 марта               | 27                     | ???                                  | Инженер завода транспортного машиностроения им. Свердлова                                                                                                   |
| Салимов Феликс Фазилович                 | 22 апреля              | 138                    | ???                                  | Зам. начальника отдела технического обучения управления кадров ПО «Уралмаш» им. С. Орджоникидзе                                                             |
| Свитов Константин Иванович               | 29 апреля              | 182                    | ???                                  | Председатель добровольного физкультурно-спортивного общества объединения «Стройпластполимер»                                                                |
| Скудицкий Виктор Цалевич                 | 18 марта               | 185                    | ???                                  | Машинист-регулировщик сигаретного оборудования Свердловской табачной фабрики                                                                                |
| Таран Николай Григорьевич                | 18 марта               | 188                    | ???                                  | Начальник строительного управления № 10 треста «Свердловскхимстрой»                                                                                         |
| Таргонский Валерий Иойльевич             | 18 марта               | 13                     | ???                                  | Управляющий трестом «Свердловскгорстрой» |
| Толмачёв Евгений Михайлович              | 18 марта               | 82                     | ???                                  | Доцент Уральского политехнического института |
| Томин Валентин Фёдорович                 | 18 марта               | 113                    | ???                                  | Инженер-конструктор ПО «Уралмаш» |
| Фамиев Нафик Ахнафович                   | 18 марта               | 157                    | ???                                  | Заместитель начальника цеха завода «Уралэлектротяжмаш» |
| Хан Евгений Борисович                    | 18 марта               | 31                     | ???                                  | Доцент Уральского электромеханического института инженеров железнодорожного транспорта                                                                      |
| Цехер Григорий Яковлевич                 | 18 марта               | 105                    | ДР Движение за демократический выбор | Инженер Свердловской междугородной телефонной станции |
| Чариков Игорь Михайлович                 | 18 марта               | 101                    | ???                                  | Преподаватель Свердловского электромеханического техникума                                                                                                  |
| Чермянинов Владимир Дмитриевич           | 18 марта               | 14                     | ???                                  | Артист академического театра драмы |
| Честнов Владимир Алексеевич              | 18 марта               | 29                     | ???                                  | Начальник станции «Свердловск-Пассажирский» |
| Чудновский Михаил Петрович               | 4 марта                | 125                    | ???                                  | главный врач горбольницы № 30 |
| Чуприн Иван Иванович                     | 18 марта               | 93                     | ???                                  | Электросварщик Свердловского завода электроавтоматики |
| Шаклеин Владимир Андреевич               | 18 марта               | 95                     | ???                                  | Инженер Центрального научно-исследовательского института металлургии и материалов                                                                           |
| Швецов Владимир Константинович           | 22 апреля              | 121                    | ???                                  | Главный юрисконсульт объединения «Свердловское» по птицеводству                                                                                             |
| Яровой Александр Васильевич              | 18 марта               | 64                     | ???                                  | Мастер Свердловского завода автоматики |
| Ячевский Николай Васильевич              | 18 марта               | 146                    | ???                                  | Электромонтёр ПО «Уралмаш» |
| Ячевский Станислав Валерьянович          | 18 марта               | 77                     | ???                                  | Заведующий группой института «Уралгипромез» |
| Коммунистическая Партия Советского Союза |                        |                        |                                      | |
| Автушенко Анатолий Петрович              | 29 апреля 1990 г.      | 98                     | ???                                  | начальник Кировского РОВД |
| Антониади Валерий Георгиевич             | 18 марта 1990 г.       | 123                    | ???                                  | директор Уральского компрессорного завода |
| Антонов Александр Александрович          | 18 марта 1990 г.       | 133                    | ???                                  | ведущий научный сотрудник НИИтяжмаша ПО «Уралмаш» |
| Антонов Сергей Валерианович              | 4 марта 1990 г.        | 186                    | ???                                  | преподаватель военного дела школы № 131 |
| Банных Владимир Степанович               | 18 марта 1990 г.       | 91                     | ???                                  | токарь Свердловского завода электроавтоматики |
| Белкин Лев Леонидович                    | 4 марта 1990 г.        | 141                    | ???                                  | обрубщик сварочно-оборочного цеха ПО «Уралмаш» |
| Бессонов Евгений Васильевич              | 29 апреля 1990 г.      | 152                    | ???                                  | управляющий трестом «Свердловскпромстрой» |
| Бобков Владимир Александрович            | 18 марта 1990 г.       | 42                     | ???                                  | военнослужащий |
| Большагин Владислав Владимирович         | 18 марта 1990 г.       | 174                    | ???                                  | заведующий травматологическим отделением городской клинической больницы № 24                                                                                |
| Быков Владиен Иванович                   | 21 июня 1990 г.        | 106                    | КПСС Коммунисты России               | начальник хозрасчётного управления горисполкома |
| Быков Дмитрий Викторович                 | 18 марта 1990 г.       | 83                     | ???                                  | студент Свердловского юридического института |
| Быкодоров Владимир Петрович              | 18 марта 1990 г.       | 71                     | КПСС Коммунисты России               | директор Музея комсомольских организаций Среднего Урала |
| Бырдин Юрий Николаевич                   | 18 марта 1990 г.       | 173                    | ???                                  | директор Свердловского ювелирного завода |
| Васильков Виктор Васильевич              | 29 апреля 1990 г.      | 178                    | ???                                  | директор Свердловского камвольного комбината |
| Ветрова Наталья Константиновна           | 18 марта 1990 г.       | 11                     | ДР ДП КПСС                           | ведущий геолог Пелымского геологосъёмочного отряда |
| Виссарионов Владимир Алексеевич          | 22 апреля 1990 г.      | 66                     | ???                                  | зав. отделением пластической хирургии областной клинической больницы № 1                                                                                    |
| Власов Вячеслав Борисович                | 18 марта 1990 г.       | 65                     | ???                                  | директор средней школы № 57 |
| Волкова Алевтина Михайловна              | 4 марта 1990 г.        | 48                     | ???                                  | заведующий кафедрой травматологии и ортопедии Свердловской государственной медицинской академии                                                             |
| Волошин Анатолий Николаевич              | 18 марта 1990 г.       | 153                    | КПСС Коммунисты России               | директор совхоза «Орджоникидзевский» |
| Воропай Вера Павловна                    | 18 марта 1990 г.       | 87                     | ???                                  | директор средней школы № 47 |
| Глазков Геннадий Петрович                | 4 марта 1990 г.        | 167                    | ???                                  | врач-хирург отделения неотложной хирургии Центральной городской больницы № 5                                                                                |
| Гнётов Борис Васильевич                  | 4 марта 1990 г.        | 92                     | ???                                  | начальник бюро материальных нормативов отдела главного технолога Свердловского завода автоматики                                                            |
| Голубых Владимир Валентинович            | 22 апреля 1990 г.      | 54                     | КПСС Коммунисты России               | командир отряда милиции особого назначения УВД Свердловского облисполкома                                                                                   |
| Гончугова Татьяна Фёдоровна              | 18 марта 1990 г.       | 177                    | ???                                  | швея Свердловской фабрики детской игрушки |
| Горочкин Алексей Геннадьевич             | 18 марта 1990 г.       | 117                    | ???                                  | бригадир слесарей-сборщиков Свердловского завода радиоаппаратуры                                                                                            |
| Гусев Сергей Васильевич                  | 18 марта 1990 г.       | 139                    | ???                                  | начальник Орджоникидзевского ОВД |
| Гусев Юрий Михайлович                    | 29 апреля 1990 г.      | 180                    | ???                                  | директор Свердловского завода керамических изделий |
| Давыдов Владимир Никифорович             | 4 марта 1990 г.        | 81                     | КПСС Коммунисты России               | председатель профкома Уральского политехнического института им. С.М. Кирова                                                                                 |
| Данилюк Владимир Антонович               | 22 апреля 1990 г.      | 198                    | ???                                  | военнослужащий |
| Демидов Юрий Евгеньевич                  | 18 марта 1990 г.       | 143                    | ДР ДП КПСС                           | ведущий конструктор ОГК ОМ ПО «Уралмаш» |
| Дербушев Виктор Афанасьевич              | 4 марта 1990 г.        | 183                    | ???                                  | старший мастер кузнечно-заготовительного участка № 1 лифтостроительного завода                                                                              |
| Дерябин Александр Николаевич             | 18 марта 1990 г.       | 36                     | ???                                  | механик вагонного депо узла Свердловск-Сортировочный |
| Дерябин Андрей Валентинович              | 18 марта 1990 г.       | 25                     | ???                                  | заведующий отделением организации творчества молодёжи СТЦ НТТМ                                                                                              |
| Дунин Иван Афанасьевич                   | 29 апреля 1990 г.      | 28                     | ???                                  | главный инженер проектов института «Уралгипротранс» |
| Евдокимов Сергей Викторович              | 18 марта 1990 г.       | 115                    | ???                                  | инженер центрального конструкторского бюро ПО «Уральский оптико-механический завод»                                                                         |
| Елизаров Игорь Геннадьевич               | 18 марта 1990 г.       | 34                     | ???                                  | главный врач городской клинической больницы № 32 |
| Ещенко Леонтий Дмитриевич                | 18 марта 1990 г.       | 165                    | ???                                  | социолог молодёжного центра при Октябрьском районном комитете                                                                                               |
| Жужгов Сергей Анатольевич                | 29 апреля 1990 г.      | 192                    | ???                                  | учитель школы № 86 |
| Жукова Нина Константиновна               | 4 марта 1990 г.        | 19                     | ???                                  | директор школы № 109 |
| Забурдаев Юрий Михайлович                | 18 марта 1990 г.       | 169                    | ???                                  | инженер-конструктор отдела главного технолога ПО «Уралмаш»                                                                                                  |
| Заварзин Олег Эдуардович                 | 4 марта 1990 г.        | 190                    | ???                                  | секретарь комитета ПО «Уралмаш» |
| Земцов Павел Станиславович               | 4 марта 1990 г.        | 58                     | ???                                  | электромонтёр Верх-Исетского металлургического завода |
| Зимин Валерий Владимирович               | 18 марта 1990 г.       | 20                     | ???                                  | главный инженер ПО «Русские самоцветы» |
| Зиянгиров Миннетагир Агзамутдинович      | 4 марта 1990 г.        | 194                    | ???                                  | главный энергетик совхоза «Свердловский» |
| Иванов Валерий Николаевич                | 29 апреля 1990 г.      | 130                    | КПСС Коммунисты России               | второй секретарь Свердловского горкома |
| Илатовский Рудольф Евгеньевич            | 18 марта 1990 г.       | 100                    | ???                                  | научный сотрудник отдела тонкого оргсинтеза Башкирского научного центра УрО АН СССР                                                                         |
| Исаков Виктор Алексеевич                 | 29 апреля 1990 г.      | 176                    | КПСС Коммунисты России               | секретарь парткома УВД Свердгорисполкома |
| Ишутин Анатолий Васильевич               | 18 марта 1990 г.       | 78                     | КПСС Коммунисты России               | 1-й секретарь Кировского райкома |
| Кавтрев Владислав Михайлович             | 4 марта 1990 г.        | 56                     | ???                                  | директор Верх-Исетского металлургического завода |
| Кадочников Владимир Дмитриевич           | 18 марта 1990 г.       | 145                    | КПСС Коммунисты России               | первый секретарь горкома |
| Казанцев Константин Николаевич           | 18 марта 1990 г.       | 50                     | КПСС Коммунисты России               | сотрудник управления КГБ СССР по Свердловской области |
| Каштанкин Виктор Иванович                | 18 марта 1990 г.       | 61                     | ???                                  | заместитель председателя президиума Свердловской областной коллегии адвокатов                                                                               |
| Коберниченко Александр Григорьевич       | 18 марта 1990 г.       | 168                    | ???                                  | ведущий конструктор Свердловского машиностроительного бюро «Новатор», «Машиностроительный завод имени М.И. Калинина»                                        |
| Ковалёв Виктор Иванович                  | 29 апреля 1990 г.      | 200                    | ???                                  | преподаватель Свердловского высшего военно-политического танко-артиллерийского училища                                                                      |
| Кондратьев Владимир Павлович             | 4 марта 1990 г.        | 144                    | КПСС Коммунисты России               | заместитель начальника управления КГБ СССР по Свердловской области                                                                                          |
| Кузнецов Анатолий Андреевич              | 4 марта 1990 г.        | 196                    | ???                                  | директор совхоза «Горнощитский», проживает в пос. Шабры |
| Кукуй Михаил Геннадьевич                 | 18 марта 1990 г.       | 158                    | ???                                  | начальник бюро ПО «Уралэлектротяжмаш» |
| Кулишов Василий Васильевич               | 4 марта 1990 г.        | 184                    | КПСС Коммунисты России               | секретарь Чкаловского райкома |
| Лазарев Юрий Викторович                  | 18 марта 1990 г.       | 41                     | ???                                  | в.н.с. Научно-исследовательского института организации производства и экономики Минтяжмаша                                                                  |
| Лебедев Юрий Васильевич                  | 18 марта 1990 г.       | 120                    | ???                                  | доцент Уральского лесотехнического института |
| Леонтьева Людмила Фёдоровна              | 18 марта 1990 г.       | 96                     | ???                                  | бригадир крановщиков Свердловского механического завода № 4                                                                                                 |
| Лихачёв Сергей Петрович                  | 18 марта 1990 г.       | 140                    | ???                                  | заместитель начальника цеха ПО «Уралмаш» |
| Лобов Геннадий Леонидович                | 18 марта 1990 г.       | 142                    | ???                                  | заведующий конструкторским сектором отдела гидропривода и смазки НИИтяжмаша ПО «Уралмаш»                                                                    |
| Логинов Александр Владимирович           | 18 марта 1990 г.       | 79                     | ???                                  | регулировщик цеха Свердловского завода электроавтоматики |
| Ломовцев Владимир Ипполитович            | 18 марта 1990 г.       | 189                    | ???                                  | машинист компрессорной станции завода «Уралэлектротяжмаш»                                                                                                   |
| Мещеряков Вячеслав Семёнович             | 18 марта 1990 г.       | 40                     | ???                                  | заместитель секретаря парткома узла Свердловск-Сортировочный                                                                                                |
| Минаков Владимир Иванович                | 4 марта 1990 г.        | 62                     | ???                                  | начальник Свердловского ПО грузового автотранспорта № 3 |
| Миронов Евгений Евгеньевич               | 4 марта 1990 г.        | 57                     | ???                                  | каменщик Верх-Исетского металлургического завода |
| Молина Лидия Максимовна                  | 18 марта 1990 г.       | 5                      | ???                                  | начальник отделения Свердловского трамвайно-троллейбусного управления                                                                                       |
| Назимов Расим Миннафаизович              | 18 марта 1990 г.       | 43                     | ???                                  | директор школы-новостройки |
| Наруц Виктория Владимировна              | 18 марта 1990 г.       | 155                    | ???                                  | директор средней школы № 138 |
| Нестеренко Сергей Иванович               | 18 марта 1990 г.       | 110                    | ???                                  | начальник группы тематического отдела НПО «Автоматика» |
| Новиков Юрий Васильевич                  | 22 апреля 1990 г.      | 122                    | КПСС Коммунисты России               | председатель горисполкома |
| Новосельцев Леонид Авенирович            | 29 апреля 1990 г.      | 47                     | ???                                  | директор школы № 79 |
| Ноздрачёв Иван Фёдорович                 | 4 марта 1990 г.        | 197                    | ???                                  | военнослужащий |
| Обухов Юрий Степанович                   | 18 марта 1990 г.       | 60                     | ???                                  | бригадир водителей СПОГАТ № 3 |
| Овчинников Николай Александрович         | 4 марта 1990 г.        | 127                    | КПСС Коммунисты России               | начальник УВД Октябрьского райисполкома |
| Окишева Татьяна Валентиновна             | 18 марта 1990 г.       | 109                    | ???                                  | директор центра научно-технического творчества молодёжи «Автоматика»                                                                                        |
| Осинцев Александр Анатольевич            | 18 марта 1990 г.       | 162                    | КПСС Коммунисты России               | председатель Орджоникидзевского райисполкома |
| Пантелеев Анатолий Фёдорович             | 4 марта 1990 г.        | 70                     | ???                                  | начальник Управления пожарной охраны УВД Свердловского облисполкома                                                                                         |
| Перминов Геннадий Никитич                | 18 марта 1990 г.       | 86                     | ???                                  | ведущий инженер конструкторско-технологического отдела стандартизации Уральского электромеханического завода                                                |
| Пирумян Георгий Мнацаканович             | 18 марта 1990 г.       | 2                      | ???                                  | управляющий Свердловским отделением ВНИПИ «Тяжпромэлектропроект»                                                                                            |
| Пихоя Рудольф Германович                 | 29 апреля 1990 г.      | 6                      | ???                                  | первый проректор УрГУ |
| Пичугин Владимир Николаевич              | 4 марта 1990 г.        | 69                     | ???                                  | начальник ОВД Верх-Исетского района |
| Погончик Александр Зиновьевич            | 18 марта 1990 г.       | 149                    | ???                                  | начальник бюро машиностроительного завода им. Калинина |
| Попов Пётр Дмитриевич                    | 18 марта 1990 г.       | 75                     | ???                                  | управляющий трестом «Уралстальконструкция» |
| Попов Юрий Фёдорович                     | 18 марта 1990 г.       | 187                    | ???                                  | водитель автотранспортного предприятия № 3 ПО «Свердловскстройтранс»                                                                                        |
| Потехин Геннадий Васильевич              | 29 апреля 1990 г.      | 159                    | ???                                  | заместитель председателя городского комитета народного контроля                                                                                             |
| Прусский Михаил Иосифович                | 29 апреля 1990 г.      | 181                    | ???                                  | директор Уктусского завода стройматериалов |
| Пучков Вениамин Иванович                 | 29 апреля 1990 г.      | 135                    | ???                                  | старший представитель органа госприёмки ПО «Уралмаш» |
| Пушкарёва Светлана Григорьевна           | 18 марта 1990 г.       | 63                     | ???                                  | главный врач городской больницы № 2 |
| Радионов Юрий Фёдорович                  | 18 марта 1990 г.       | 18                     | ???                                  | директор Западных электрических сетей «Свердловэнерго» |
| Разлошков Константин Маркович            | 18 марта 1990 г.       | 73                     | ???                                  | инженер участка № 6 управления «Цветметналадка» |
| Родин Эдуард Викторович                  | 18 марта 1990 г.       | 85                     | ???                                  | заместитель командира роты по политической части Свердловского пожарно-технического училища МВД СССР                                                        |
| Руденко Василий Иванович                 | 18 марта 1990 г.       | 12                     | ???                                  | заместитель начальника уголовного розыска УВД г. Свердловска                                                                                                |
| Русаков Юрий Андреевич                   | 4 марта 1990 г.        | 99                     | ???                                  | генеральный директор объединения «Уралаэрогеодезия» |
| Рыжак Иван Анатольевич                   | 29 апреля 1990 г.      | 195                    | ???                                  | начальник паспортного отделения УВД Свердловского горисполкома                                                                                              |
| Савельев Юрий Владимирович               | 18 марта 1990 г.       | 84                     | ???                                  | заведующий лабораторией НИИ организации производства и экономики Минтяжмаша СССР                                                                            |
| Савин Юрий Александрович                 | 29 апреля 1990 г.      | 126                    | ???                                  | заведующий отделом семеноводства зерновых культур УралНИИСхоза                                                                                              |
| Самарин Юрий Евгеньевич                  | 18 марта 1990 г.       | 136                    | ДР ДП КПСС                           | инженер машиностроительного завода им. Калинина |
| Семенюк Сергей Леонидович                | 29 апреля 1990 г.      | 148                    | ???                                  | заведующий конструкторским сектором отделения главного конструктора электропривода и автоматизации ПО «Уралмаш»                                             |
| Серёгин Алексей Владимирович             | 18 марта 1990 г.       | 3                      | ???                                  | военнослужащий |
| Синица Эдуард Александрович              | 18 марта 1990 г.       | 154                    | ???                                  | инженер по ремонту оборудования машиностроительного завода им. Калинина                                                                                     |
| Ситников Михаил Михайлович               | 18 марта 1990 г.       | 161                    | ???                                  | заместитель директора агрокомбината «Свердловский» |
| Скуратов Сергей Николаевич               | 18 марта 1990 г.       | 128                    | ???                                  | командир Свердловского объединённого авиаотряда |
| Смолин Борис Михайлович                  | 18 марта 1990 г.       | 88                     | КПСС Коммунисты России               | председатель Кировского райисполкома |
| Соловьёв Алексей Николаевич              | 18 марта 1990 г.       | 72                     | ???                                  | главный врач 2-й городской детской больницы |
| Соловьёв Алексей Николаевич              | 4 марта 1990 г.        | 131                    | ???                                  | инженер-технолог цеха № 18 ПО «Уралмаш» |
| Сорокин Евгений Владимирович             | 18 марта 1990 г.       | 166                    | ???                                  | мастер строительного управления № 2 треста «Свердловскпромстрой»                                                                                            |
| Сосяк Николай Васильевич                 | 18 марта 1990 г.       | 89                     | ???                                  | начальник отдела УО «Энергосетьпроект» |
| Старков Сергей Константинович            | 4 марта 1990 г.        | 68                     | ???                                  | старший мастер цеха завода «Свердмашприбор» |
| Тарасов Александр Александрович          | 18 марта 1990 г.       | 23                     | ???                                  | руководитель бюро Свердловского филиала института «Гипротюменьнефтегаз»                                                                                     |
| Терешин Павел Иванович                   | 4 марта 1990 г.        | 51                     | ???                                  | директор Института охраны материнства и младенчества Министерства здравоохранения РСФСР                                                                     |
| Терещенко Владимир Борисович             | 4 марта 1990 г.        | 76                     | ???                                  | директор Шестого государственного подшипникового завода |
| Тихонский Василий Владимирович           | 18 марта 1990 г.       | 9                      | ???                                  | начальник бюро Свердловского инструментального завода |
| Трубников Василий Вениаминович           | 29 апреля 1990 г.      | 21                     | ???                                  | заместитель председателя Свердловского межрайонного комитета по охране природы                                                                              |
| Туголуков Павел Павлович                 | 18 марта 1990 г.       | 160                    | ???                                  | заведующий идеологическим отделом Орджоникидзевского райкома ???                                                                                            |
| Туринский Владимир Фёдорович             | 18 марта 1990 г.       | 45                     | ???                                  | главный врач детской больницы № 9 |
| Фёдоров Александр Степанович             | 18 марта 1990 г.       | 30                     | ???                                  | машинист-инструктор локомотивного депо станции «Свердловск-Сортировочный»                                                                                   |
| Харечко Анатолий Трофимович              | 18 марта 1990 г.       | 199                    | ???                                  | военнослужащий |
| Ходаковский Игорь Олегович               | 18 марта 1990 г.       | 22                     | ???                                  | главный врач центральной городской больницы № 6 |
| Цалковская Людмила Алексеевна            | 18 марта 1990 г.       | 147                    | ???                                  | учитель школы № 128 |
| Цориев Эльдар Ибрагимович                | 29 апреля 1990 г.      | 52                     | ???                                  | инженер-технолог ПО «Уралнеруд» |
| Чернов Александр Львович                 | 29 апреля 1990 г.      | 59                     | ???                                  | заместитель председателя МЖК НПО «Автоматика» |
| Чеснов Владимир Сергеевич                | 18 марта 1990 г.       | 17                     | ???                                  | главный врач городской клинической больницы скорой помощи                                                                                                   |
| Чикишев Павел Григорьевич                | 18 марта 1990 г.       | 191                    | ???                                  | бригадир котельщиков Уральского завода химического машиностроения                                                                                           |
| Шамов Владислав Иванович                 | 18 марта 1990 г.       | 151                    | ???                                  | ведущий инженер-технолог ПО «Уралмаш» |
| Шутов Евгений Олегович                   | 18 марта 1990 г.       | 170                    | ???                                  | мастер завода № 404 гражданской авиации |
| Юстус Эдуард Давыдович                   | 4 марта 1990 г.        | 90                     | ???                                  | бетонщик СУ-9 |
| Ячменёва Людмила Борисовна               | 18 марта 1990 г.       | 171                    | ???                                  | начальник следственного отдела Чкаловского ОВД |